# 演技集団 朗
演技集団 朗（えんぎしゅうだん　ろう）とは、代表を新井浩介に福沢良一を迎えた心に響く温かい作品をつくろうと2001年にスタートした演技集団である。

## 概要
創立は2001年（平成13年）10月。主に青少年向けの演劇作品が中心。

## 専用・常設劇場
- Studio-Ro

## 公演作品
- 約束～大切なもの～
- Sky～あの空の向こうに～
- なくしたてがみ
- 獏の夢～クリスマスの奇跡～
- ラストはＤｏなる？！
- ひとりぼっちのゴーシュ
- おれと、あいつと･･･わたし
- サンタの贈り物
- ＷＩＮＤ～あの時という場所に僕がいた～

## 主な俳優

### 劇団員
- 橋本京子
- 中原修一
- 仲村公彦
- 石津信之
- 石川健二
- 真木雄治

### 准劇団員
- 大場圭祐

### 研究生
- 淺沼直哉
- 前田加那子
- 佐々木郁弥
- 川俣和朗

### 演出
- 福沢良一(出演含む)

### 脚本
- 新井浩介

## 加入団体
- 日本児童・青少年演劇協同組合
- 社団法人日本芸能実演家団体協議会